# Glenn Slater
Glenn Slater (* 1968) ist ein amerikanischer Liedtexter, der mit Alan Menken und anderen Komponisten für Musicals zusammengearbeitet hat. Er wurde mehrfach für den Tony Award vorgeschlagen, 2008 für die Broadway-Version von The Little Mermaid, 2011 für Sister Act, und 2016 für School of Rock, sowie einen Grammy Award für das Lied I See the Light.

## Karriere
Slater wurde in Brooklyn, New York geboren und wuchs in East Brunswick, New Jersey. Er beendete 1990 ein Studium an der Harvard University. Slater schrieb 2001 die Texte für die Off-Broadway-Revue Newyorkers. Er schrieb die Texte für sechs Shows von Ringling Bros. and Barnum & Bailey Circus.
Seine ersten Projekte mit Menken waren der Film Home on the Range 2004 und die Bühnenfassung des Musicals Sister Act 2006.
Als Nachfolger des 1991 verstorbenen Howard Ashman schrieb er 2008 die Texte für die Bühnenversion von Walt Disneys The Little Mermaid. Er schrieb die Liedtexte für Disney’s animierten Film Tangled.

## Auszeichnungen
Slater erhielt den Kleban Award for Lyrics, den ASCAP Foundation Richard Rodgers New Horizons Award und den Jonathan Larson Award. Er wurde mehrfach für den Tony Award vorgeschlagen, 2008 für die Broadway-Version von The Little Mermaid, 2011 für Sister Act, und 2016 für School of Rock.
Er erhielt 2011 einen Grammy Award in der Kategorie Best Song Written for Visual Media für das Lied I See the Light aus Tangled.

## Musicals
- 2001: Newyorkers (Musik von Stephen Weiner)
- 2006: Sister Act (Musik von Alan Menken)
- 2007: The Little Mermaid (Musik von Alan Menken)
- 2010: Love Never Dies (Musik von Andrew Lloyd Webber)
- 2010: Leap of Faith (Musik von Alan Menken)
- 2015: School of Rock (Musik von Andrew Lloyd Webber)
- 2016: A Bronx Tale The Musical (Musik von Alan Menken)